# Historiska domsagor i Örebro län
Historiska domsagor i Örebro län består av domsagor i Örebro län före och efter tingsrättsreformen 1971. Domsagorna låg under Svea hovrätt fram till 1 juli 1992 och Göta hovrätt därefter. 
Domsagorna bestod ursprungligen av häradernas tingslag inom vilka motsvarande häradsrätt var verksam. Städerna omfattades inte av häradernas jurisdiktion, utan lydde under de egna rådhusrätterna.

## Domsagor från tiden efter 1971
Dessa var renodlade domkretsar till tingsrätterna:
- Örebro domsaga från 1971, namnändrades 1 juli 2018 till Örebro domkrets
- Karlskoga domsaga upphörde 2009, till Örebro domsaga
- Lindesbergs domsaga upphörde 2005, till Örebro domsaga
- Hallsbergs domsaga upphörde 2001, till Örebro domsaga

## Upphörda 1971
- Östernärkes domsaga från 1810. Uppgick i Örebro och Hallsbergs domsaga
  - omfattade Askers härad, Sköllersta härad, Örebro härad, Glanshammars härad samt till 1855 Fellingsbro härad
- Västernärkes domsaga från 1810. Uppgick i Örebro och Hallsbergs domsaga
  - omfattade Edsbergs härad, Hardemo härad, Grimstens härad, Sundbo härad, Kumla härad
  - äldre Lekebergslagen till 1872, Karlskoga bergslags härad från 1830 till 1854
- Lindes och Nora domsaga från 1951. Uppgick i Lindebergs domsaga
  - omfattade Nora och Hjulsjö bergslag, Grythytte och Hällefors bergslag, Lindes och Ramsbergs bergslag, Nya Kopparbergs bergslag, Fellingsbro härad
- Karlskoga domsaga från 1951. Uppgick i Karlskogas domsaga
  - omfattade Karlskoga bergslags härad

## Upphörda 1951
- Nora domsaga från 1855
  - omfattade Karlskoga bergslags härad Nora och Hjulsjö bergslag, Grythytte och Hällefors bergslag
- Lindes domsaga från 1855
  - omfattade Lindes och Ramsbergs bergslag, Nya Kopparbergs bergslag, Fellingsbro härad

## Upphörda 1855
- Norra Närkes domsaga från 1680 (från 1772 som Nora, Ljusnarsbergs, Linde/Ramsbergs och Grythytte häraders domsaga)

## Upphörda 1810
- Örebro, Glanshammars och Fellingsbro domsaga från 1772
- Södra Närkes domsaga från 1680
  - omfattade Edsbergs, Lekebergslagens, Hardemo, Grimstens, Kumla, Sundbo samt före 1774 och från 1784 Sköllersta och Askers härader

## Upphörda 1783
- Askers och Sköllersta domsaga från 1774